# E3 2020
A Electronic Entertainment Expo 2020 (E3 2020) seria a 26ª edição da Electronic Entertainment Expo, durante a qual fabricantes de hardware, desenvolvedores de software e editoras da indústria de jogos eletrônicos apresentariam produtos novos e futuros para os participantes, principalmente varejistas e membros da emprensa. O evento, organizado pela Entertainment Software Association (ESA), aconteceria em Los Angeles, Califórnia, de 9 a 11 de junho de 2020, no Los Angeles Convention Center. No entanto, devido a preocupações com a pandemia de coronavírus, a ESA anunciou que não realizará o evento físico, embora esteja procurando maneiras de armazenar elementos virtuais para o evento durante a mesma semana.

## Formato e mudanças
Nos dias anteriores ao evento, os principais fornecedores de hardware e software realizarão coletivas de imprensa em locais próximos, onde introduzirão novos hardware e jogos que serão exibidos no salão de exposição durante o evento. Nesse perídos, os participantes poderiam ver esses produtos no salão de exposição, geralmente incluem demonstrações de jogos jogáveis, assistem a apresentações especiais oferecidas pelas empresas e, em alguns casos, realizam reuniões privadas com as empresas sobre seus produtos. Esse período é usado por jornalistas de publicações de jogos, bem como influências de redes sociais para fornecer comentários iniciais sobre esses novos jogos. Isso também permitiriam que os varejistas planejassem quais produtos comprar para o restante do ano, principalmente para períodos críticos de vendas de Natal e feriado.
A E3 2020 continuaria oferecendo passes públicos para o evento, embora o número oferecido tenha aumentado para 25.000, de 15.000 para o evento anterior da E3.
A ESA afirmou que estava planejando revisar o formato da E3 2020 para oferecer mais interatividade aos participantes, de modo a refletir o público na mudança do programa e procurando torná-lo um "festival de fãs, mídia e influenciadores". A ESA declarou que o evento "será um show emocionante e de alta energia, com novas experiências, parcerias, espaços para expositores e programadores que irão divertir novos e veteranos participantes". O presidente da ESA, Stanley Pierre-Louis, disse que foram inspirados pelo momento de Keanu Reeves na E3 2019 como o tipo de evento para o qual eles não podem planejar, mas prosperam e queriam criar mais oportunidades para eventos semelhantes no futuro. Parte disso iria ser alcançado trazendo mais "jogadores de celebridades" para várias facetas da exposição. Entre os parceiros criativos da ESA havia incluído iam8bit como diretores de criação. No entanto, no início de março de 2020, a iam8bit anunciou que havia sido contratada como diretora criativa do show.
A Sony Interactive Entertainment, que havia apresentado em todas as E3 até a E3 2018, afirmou que não participaria da E3 2020 pelo segundo ano consecutivo, pois a nova visão do show não atinge seus objetivos e, em vez disso, eles apresentarão número de eventos menores ao longo do ano. A divisão da Xbox da Microsoft afirmaram que eles compareceriam ao show, onde esperava-se mais detalhes da 4ª geração dos consoles da linha Xbox, incluindo o Xbox Series X com lançamento previsto para o final de 2020.
Geoff Keighley, que organizou e organizou a E3 Coliseum, um evento transmitido ao vivo ao longo da E3 com entrevistas com desenvolvedoras e editoras, desde a E3 2017, disse que decidiu não participar na edição desee ano nem fará parte da E3, a primeira vez em 25 anos. Pierre-Louis afirmou que eles ainda planejam ter programação digital como a E3 Coliseum.

### Cancelamento devido à pandemia de coronavírus
Na sequência da pandemia do novo coronavírus (2019-20) e do estado de emergência declarado pelo Los Angeles County no início de março de 2020, a ESA havia inicialmente afirmado então que eles estavam avaliando a situação, mas naquele momento ainda estavam pensando em ir em frente com o evento. Em 11 de março de 2020, a ESA anunciou formalmente que havia cancelado oficialmente o evento físico, afirmando que "Após preocupações crescentes e esmagadoras com o vírus COVID-19, sentimos que essa era a melhor maneira de proceder durante uma situação global sem precedentes. Estamos muito desapontados por não podermos realizar este evento para nossos fãs. Mas sabemos que é a decisão certa com base nas informações que temos hoje". Além de fornecer reembolsos totais aos participantes, a ESA estava estudando opções de apresentações virtuais para os expositores usarem durante a semana planejada como um evento alternativo.

## Eventos alternativos

### Microsoft
A Microsoft anunciou após o cancelamento da E3 2020 que sediará um evento digital do Xbox para cobrir as informações que planejava fornecer na E3, incluindo jogos e detalhes sobre a quarta geração de consoles da linha Xbox que planeja lançar em 2020.

### Ubisoft
A Ubisoft anunciou após o cancelamento da E3 2020 que "explorará outras opções para uma experiência digital" para compartilhar os anúncios que havia planejado.

### Devolver Digital
A Devolver Digital, que já planejava realizar um evento transmitido na E3, anunciou que ainda planeja realizar o evento em algum momento.

### Limited Run Games
A Limited Run Games anunciou que realizará uma apresentação on-line em 8 de junho de 2020 às 15:00 PT para seus próximos títulos.

### PC Gaming Show
A PC Gamer, que organizou a PC Gaming Show para jogos voltados para computadores pessoais (PCs) em eventos anteriores da E3, afirmou que procuraria opções virtuais semelhantes a Microsoft e a Ubisoft em vez de uma apresentação física na E3.